# 刘伟 (1965年)
刘伟（1965年6月—），男，汉族，河南柘城人，中华人民共和国政治人物。拥有研究生学历，经济学博士学位。中国共产党第二十届中央委员会委员。曾任河南省人民政府副省长、中共吉林省委副书记、中共北京市委副书记等职务。现任中华人民共和国交通运输部部长、党组书记。

## 生平

### 河南省
1983年7月，刘伟毕业于商丘师范专科学校化学系化学专业。同年8月参加工作，任柘城县完中教师与化肥厂生产技术科技术员。1990年7月研究生毕业于郑州大学化学系有机化学专业，后来到河南省石化厅工作，历任科技处主任科员，生产协调处副处长、处长，河南省石油化学行业管理办公室副主任等职务。1997年6月加入中国共产党。
2004年6月，任河南省发展改革委对外经济处处长，2005年1月任工业处处长。2008年9月，任河南省发展和改革委员会副主任。2013年5月，兼任河南省航空港经济综合实验区建设领导小组办公室常务副主任（正厅级）。2016年10月，任河南省发改委党组书记、副主任。2017年1月，任河南省发改委主任。2018年1月，当选河南省人民政府副省长，晋升副部级；同年3月兼任省国有资产监督管理委员会党委书记。

### 应急管理部
2020年2月，被国务院任命为应急管理部副部长、党组成员。

### 吉林省
2022年4月，刘伟空降至吉林省，出任中共吉林省委副书记，同年5月，不再担任应急管理部副部长。

### 北京市
2022年12月，不再担任中共吉林省委副书记，转任中共北京市委副书记。

### 交通运输部
2024年9月，接替李小鹏出任交通运输部党组书记，晋升正部级。
2024年11月，被正式任命为交通运输部部长。